# Список вулиць Мінська
У цій статті представлено список вулиць, провулків, проїздів, трактів, проспектів і площ міста Мінська.
У список внесено об'єкти під нинішніми назвами з вказанням назв білоруською мовою і в низці випадків старих назв.

## А
- Академічна вулиця

## Б
- Бобруйська вулиця
- Вулиця Бровки

## Г
- Вулиця Гало
- Вулиця Гінтовта
- Вулиця Грибоєдова

## Є
- Вулиця Єсеніна

## З
- Вулиця Заслонова
- Вулиця Захарова

## К
- Вулиця Кабушкіна
- Вулиця Карла Лібкнехта
- Вулиця Кирила і Мефодія

## Л
- Вулиця Левкова
- Вулиця Леніна
- Ленінградська вулиця

## М
- Вулиця Мазурова
- Вулиця Карла Маркса
- Бульвар Мулявіна

## П
- Вулиця Петруся Бровки

## Ш
- Бульвар Шевченка

## Я
- Вулиця Якуба Коласа